# MediaMarktSaturn

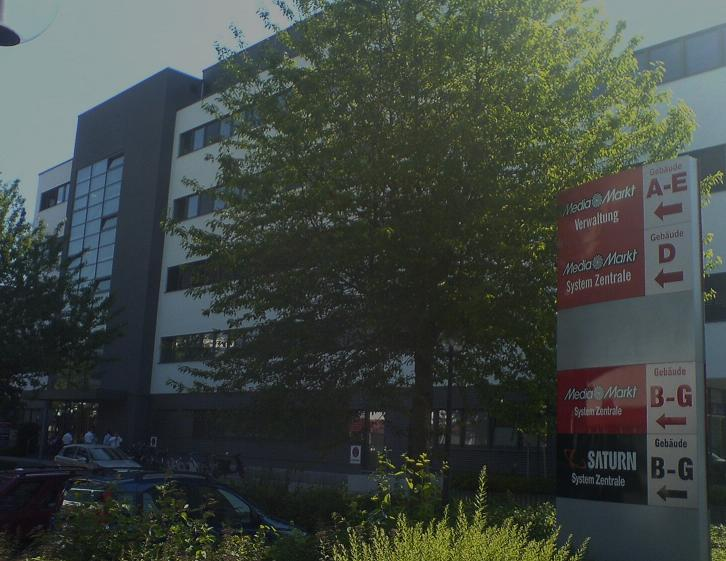
Sitz der Hauptverwaltung der Media-Saturn-Holding in Ingolstadt

Die MediaMarktSaturn Retail Group GmbH (vormals Media-Saturn-Holding GmbH) mit Sitz in Ingolstadt ist Betreiber Europas größter Elektronik-Fachmarktkette. Das Unternehmen fasst die ehemals eigenständigen Elektrohandelsketten MediaMarkt und Saturn zusammen. Mit der Neuaufstellung des Metro-Konzerns gehört das Unternehmen seit 2017 zum Konzern Ceconomy.

## Unternehmensgeschichte und Beteiligungsverhältnisse
Eigene Unternehmen MediaMarkt und Saturn gibt es nicht mehr, lediglich die beiden Marken existieren unabhängig voneinander fort. Die Arbeitsteilung der Marken sieht vor, dass Saturn-Geschäfte häufig in Innenstädten platziert werden, während Media-Märkte eher in „auf der grünen Wiese“ liegenden Einkaufszentren eingerichtet werden.

### Gesellschaftsstruktur
Der MediaMarktSaturn-Konzern ist gesellschaftsrechtlich teils dezentral organisiert. Die einzelnen Märkte werden als rechtlich selbstständige Unternehmen geführt, deren Kapitalmehrheit jeweils der MediaMarktSaturn Retail Group gehört. Die Geschäftsführer der Märkte sind als Geschäftsführer in das Handelsregister eingetragen, haben aber durch die fortschreitende Zentralisierung kaum Entscheidungsbefugnisse bezüglich Warensortiment, Preise und Werbung. Die bekannten Werbekampagnen der Marken MediaMarkt, Saturn und redcoon werden von der internen Marketing-Organisation redblue Marketing GmbH in München konzipiert. Der Name bezieht sich auf die Hausfarben der beiden Marken. Die Werbeausgaben der MediaMarktSaturn-Gruppe beliefen sich 2007 auf rund 500 Millionen Euro.
1988 beteiligte sich der Kaufhof mit einer Mehrheit von 54 Prozent an der Holding der 1979 gegründeten Media-Märkte. MediaMarkt übernahm 1990 die konkurrierende Handelskette Saturn, an der Kaufhof bereits beteiligt war. Die Kaufhof Holding AG wurde 1996 mit der Metro Cash & Carry, der Deutschen SB-Kauf AG und der Asko Deutsche Kaufhaus AG (an denen eine Metro-Beteiligungsgesellschaft zuvor jeweils Anteile gehalten hatte) zur Metro AG verschmolzen. Seit der Verschmelzung zur MediaMarktSaturn Retail Group werden MediaMarkt und Saturn als eigenständige Marken in einem zentral gesteuerten Konzern geführt.
Der Metro-Konzern hielt nunmehr 75,41 Prozent am Kapital der Media-Saturn-Holding GmbH. Die Metro Holding ist ihrerseits als AG formal eigenständig, faktisch hielt zu der Zeit jedoch der Beteiligungskonzern Franz Haniel & Cie. die Fäden in der Hand und entscheidet bei strukturellen Fragen der Metro Holding. Ab Januar 2013 verfügte die Metro über rund 78 % der Anteile. Weitere 21,67 % gehören der Familie Kellerhals über ihre indirekt gehaltene Beteiligungsgesellschaft Convergenta Invest.
Bis zum 31. Dezember 2006 war Leopold Stiefel – einer der Gründer von MediaMarkt – Geschäftsführer und Gesellschafter der Media-Saturn-Holding. Seit dem 1. Januar 2011 fungierte Horst Norberg als Geschäftsführer. Er trat am 6. Mai 2014 mit sofortiger Wirkung zurück. Von 2014 bis 2018 war Pieter Haas Geschäftsführer. Dieser musste das Unternehmen mit sofortiger Wirkung nach einer dritten Reduzierung der Gewinnziele und einem damit verbundenem Kurssturz der Aktie im Oktober 2018 verlassen. Der ebenfalls entlassene Finanzchef Mark Frese übernahm bis zur Neubesetzung des Vorstandspostens mit Dieter Haag Molkenteller die Unternehmensleitung.
Im November 2018 wurde der ehemalige Spanien-Chef von Media-Saturn Ferran Reverter zum neuen Hauptgeschäftsführer berufen. Reverter wechselte 2021 zum FC Barcelona, woraufhin der neue Ceconomy-Vorstandsvorsitzende Karsten Wildberger zum neuen Geschäftsführer benannt wurde. Dieser legte sein Amt mit Wirkung zum 5. Mai 2025 nieder, da er am darauffolgenden Tag zum Digitalminister in der Bundesregierung ernannt wurde. Vorübergehende Nachfolger wurden der bisherige Finanzvorstand Dr. Kai-Ulrich Deissner, dessen Posten wiederum Remko Rijnders vorübergehend übernimmt.

### Gesellschafterstreit
Convergenta Invest, die Beteiligungsgesellschaft der Familie Kellerhals, befand sich seit 2011 in teils erbitterten Gesellschafterstreitigkeiten mit der Mehrheitsgesellschafterin Metro AG. Diese mündeten in Entscheidungen des OLG München und des Bundesgerichtshofs. Die Auseinandersetzungen zwischen den Gesellschaftern gingen danach aber weiter. Convergenta Invest schlug daher Ende 2016 vor, dass der Investor Clemens Vedder in den gesellschaftsrechtlichen Streitigkeiten zwischen Convergenta Invest und Metro als Mediator aktiv wird. Vedder schlug nach Verhandlungen vor, dass Metro Kellerhals seine MSH-Anteile für rund 2,6 Mrd. Euro abkauft. Kellerhals stimmte dem Vorschlag zu, Metro lehnte ihn ab. Kellerhals starb am 25. Dezember 2017.
Der Gesellschafterstreit konnte im Dezember 2020 beigelegt werden, indem die Minderheitsbeteiligung von Convergenta in einen 29,9-Prozent-Anteil an Ceconomy umgewandelt wurde und Convergenta zudem 130 Millionen Euro erhielt.

#### Beirat Media-Saturn-Holding GmbH
Vor dem Hintergrund einer schleppenden Geschäftsentwicklung bei Metro-Saturn, insbesondere im Online-Handel, beschloss die Gesellschafterversammlung der Media-Saturn-Holding GmbH mit den Stimmen der Mehrheitsaktionärin, der Metro AG, in 2011 einen Beirat einzurichten. In diesem konnten wichtige Gesellschafterentscheidungen nur noch mit einfacher Mehrheit getroffen werden. Zuvor konnten diese aufgrund besonderer Vetorechte von Kellerhals/Convergenta (für wichtige Entscheidungen bedarf es 80 % der Stimmen) nur mit Zustimmung beider Gesellschafter, nämlich Convergenta und Metro AG, getroffen werden. Über den neu eingerichteten Beirat konnte Metro AG nun diese Entscheidungen auch ohne Zustimmung von Kellerhals treffen. Die Einrichtung eines solchen Beirats war in der Satzung für den Fall vorgesehen, dass sich der letzte Gründer-Gesellschafter aus dem operativen Geschäft zurückzieht – dies war mit dem Rückzug von Leopold Stiefel Ende 2006 der Fall gewesen.
Convergenta sah darin eine unzulässige Umgehung ihrer Gesellschafterrechte und focht den Gesellschafterbeschluss dagegen zunächst vor dem Landgericht Ingolstadt und dann vor dem OLG München an. Sie verlor diese Klage, da das OLG München für die Einrichtung des Beirats eine ausreichende Grundlage in dem Gesellschaftsvertrag sah. Metro ließ im Anschluss daran in einem schiedsgerichtlichen Verfahren feststellen, dass der Beirat für bestimmte Geschäftsführungsmaßnahmen ausschließlich zuständig ist und für Beschlüsse des Beirats die einfache Mehrheit nach Köpfen ausreicht (also Kellerhals kein Vetorecht hat). Dazu gehören Entscheidungen über das Budget, den Kauf und Verkauf von Töchtern, Mietverträge sowie Personalien wie die Berufung von Geschäftsführern der Landesgesellschaften. Für andere Entscheidungen braucht Metro aufgrund des ursprünglichen Schiedsspruchs weiterhin eine Mehrheit von 80 Prozent, etwa für die Bestellung oder Abberufung von Geschäftsführern der Media-Saturn-Holding. Kellerhals/Convergenta klagte gegen die Vollstreckbarkeit dieses Schiedsspruchs, hatte damit aber nach einem Beschluss des Bundesgerichtshofs vom 16. April 2015 keinen Erfolg.

#### Abstimmungsverhalten Metro in Gesellschafterversammlung
In einem weiteren Gesellschafterstreit ging es um die (vermeintliche) Pflicht der Metro AG, in der Gesellschafterversammlung in einem bestimmten Sinne abzustimmen. Anlass war eine Abstimmung Ende 2012 über verschiedene Standortmaßnahmen wie die Eröffnung neuer Standorte von Mediamarkt/Saturn im In- und Ausland und dem Neuabschluss von Mietverträgen. In der Gesellschafterversammlung der Media-Saturn-Holding stimmte Metro in neun Fällen gegen die jeweilige Standortmaßnahme mit der Begründung, es sei hierfür kein Gesellschafterbeschluss notwendig, vielmehr könne dies die Geschäftsführung alleine entscheiden.
Kellerhals/Convergenta ging hiergegen mit einer Anfechtungs- und Feststellungsklage vor. Der Bundesgerichtshof wies diese Klage in einem Urteil vom 12. April 2016 jedoch ab. Metro sei als Gesellschafterin grundsätzlich in ihrem Stimmverhalten frei. Eine Pflicht zur Abstimmung in einem bestimmten Sinne bestehe nur dann, wenn zur Verfolgung der Interessen der Gesellschaft keine andere Stimmabgabe denkbar ist, andernfalls nur schwere Nachteile entstehen und die eigenen Interessen des Gesellschafters dahinter zurückstehen müssen. Dies sei im vorliegenden Fall bei der Ablehnung der geplanten neun Standortmaßnahmen auch angesichts der Größe der Mediamarkt/Saturn-Gruppe nicht ersichtlich gewesen. Auch habe Metro mit ihrem Abstimmungsverhalten nicht rechtsmissbräuchlich gegenüber der Minderheitsgesellschafterin Convergenta Invest / Kellerhals gehandelt.

#### Aufspaltung der Metro
2016 wurde bekannt, dass die Dachgesellschaft der MediaMarktSaturn Retail Group, die Metro AG, ab Mitte 2017 in zwei eigenständige Unternehmen aufgeteilt wird. Kellerhals/Convergenta gab daraufhin bekannt, gegen diese Aufspaltung zu klagen. Kellerhals begründete dies damit, dass die Aufspaltung nur dazu diene, ihn zu schädigen, nur den Großaktionären der Metro AG nütze und steuerlich nachteilhaft sei. Das OLG Düsseldorf entschied am 22. Juni 2016, dass die von Kellerhals erhobenen Anfechtungsklagen einer Eintragung der Aufspaltung ins Handelsregister nicht entgegenstehen. Am 12. Juli 2017 wurde das übrige Geschäft der Metro Group als Metro Wholesale & Food Specialist abgespalten. Der Elektronikbereich mit den Marken MediaMarkt, Saturn und redcoon verblieb in der Metro, die mittlerweile als Ceconomy am Markt auftritt.

## Marke „MediaMarkt“

MediaMarkt-Logo

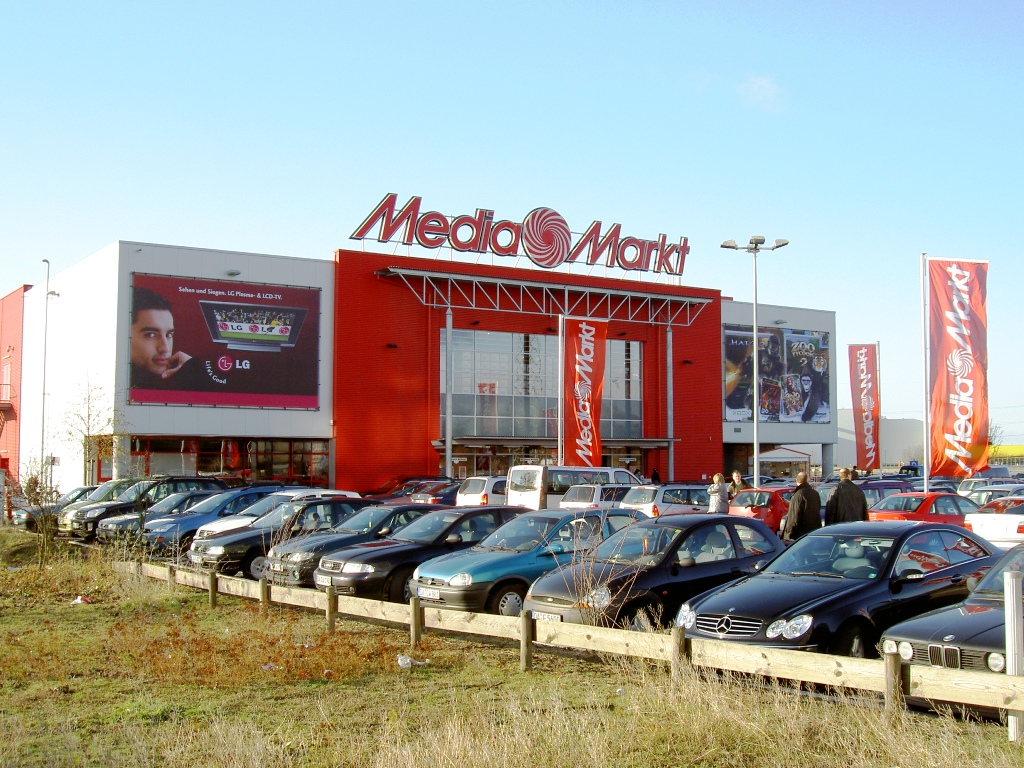
MediaMarkt in Weiterstadt

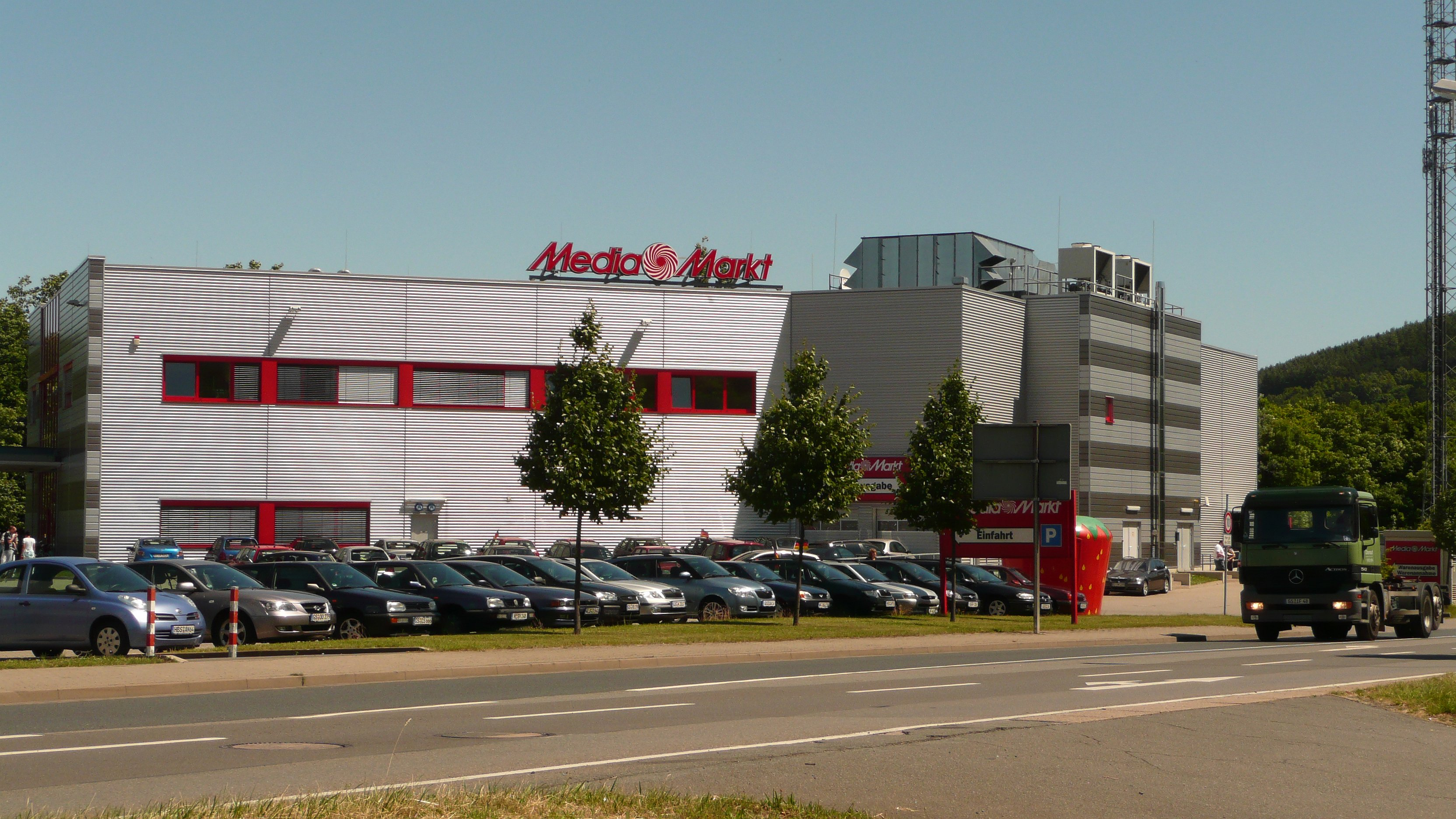
MediaMarkt in Goslar

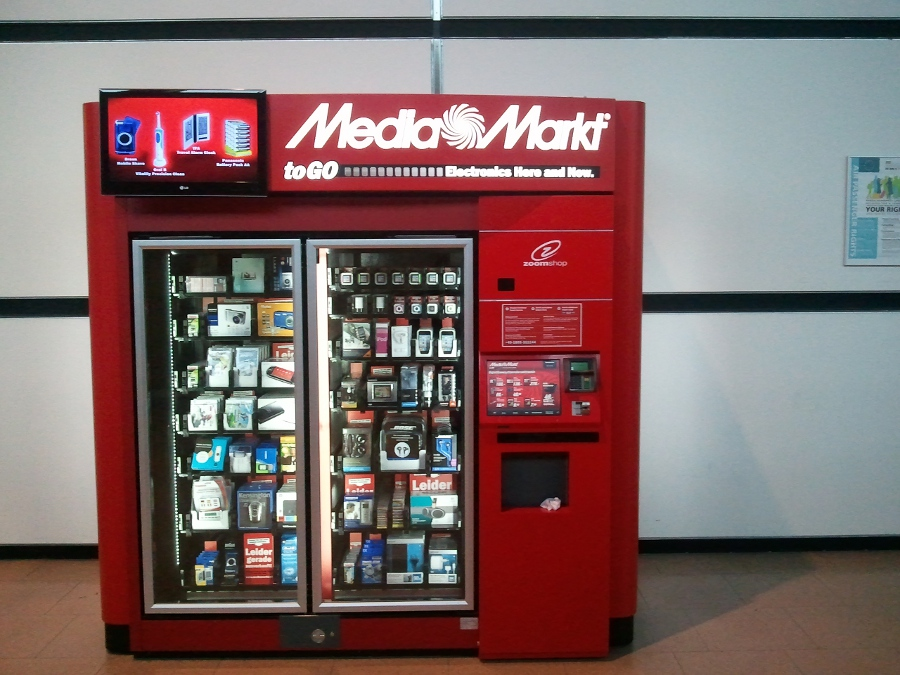
Media-Markt-Verkaufsautomat am Hamburger Flughafen

MediaMarkt wurde 1979 von den vier Unternehmern Leopold Stiefel, Walter Gunz, Erich und Helga Kellerhals in München gegründet. 1979 wurde der erste Markt im Euro-Industriepark in München eröffnet. Bis 1985 entstanden neun weitere Märkte nahe München. 1989 – nach der Beteiligung des Kaufhofs – begann die Expansion zunächst ins benachbarte Ausland.
Im November 2010 wurde der erste MediaMarkt in der Volksrepublik China in der Huai Hai Road in Shanghai eröffnet. Bis 2012 folgten sechs weitere Märkte in Fernost, die zusammen mit Foxconn über ein Joint Venture realisiert wurden und den Einstieg in den chinesischen Markt vereinfachen sollten. Im Januar 2013 wurde bekannt, dass sich MediaMarkt aus der VR China zurückzieht, da die Metro-Gruppe das für die weitere Expansion notwendige Kapital nicht aufbringen könne. Der Rückzug vom chinesischen Markt dauerte nur wenige Monate: Die meisten Filialen wurden zum 11. März geschlossen, lediglich eine Filiale in Shanghai blieb noch bis zum 30. April geöffnet, um Kundenservice bieten zu können. Der telefonische Support wurde zum 30. Juni eingestellt.
Im Sommer 2018 gab Media-Saturn den Rückzug aus Russland bekannt. Die 63 vorhandenen Märkte sollten für 258 Millionen Euro an eine Holding verkauft werden, welche die Konkurrenten M.Video und Eldorado vereint. Die Umstellung sollte, vorbehaltlich der Genehmigung durch das russische Kartellamt, bis zum 2. Quartal 2019 abgeschlossen sein. Im März 2021 gab das Unternehmen die Schließung von 13 Märkten bis Herbst 2022 in Deutschland bekannt.
Im Jahr 2023 zog sich MediaMarkt aus drei Ländern zurück, indem es seine Filialen an Wettbewerber verkaufte. In Portugal verkaufte das Unternehmen zehn Filialen an das französische Unternehmen Fnac. In Schweden verkaufte das Unternehmen 29 Filialen an Power International. In Griechenland wurden die restlichen 25 % der 13 Filialen an die Public Group verkauft, die bereits 2019 75 % der Anteile erworben hatte.
2024 wurden in der Schweiz 20 Standorte von Melectronics übernommen, welche in MediaMarkt-Filialen umgebaut werden sollen.
Heute gibt es über 1000 Media- und Saturn-Märkte in 11 Staaten (Stand: 31. März 2025). Media-Saturn bezeichnet sich als die größte Elektronik-Fachmarktkette Europas.
| Staat       | Dortiger Markenname | Markt- eintritt | Märkte |
| ----------- | ------------------- | --------------- | ------ |
| Deutschland | MediaMarkt + Saturn | 1979            | 396    |
| Belgien     | MediaMarkt          | 2002            | 26     |
| Italien     | MediaWorld          | 1991            | 139    |
| Luxemburg   | MediaMarkt          | 2008            | 2      |
| Niederlande | MediaMarkt          | 2000            | 55     |
| Österreich  | MediaMarkt          | 1990            | 56     |
| Polen       | MediaMarkt          | 1998            | 85     |
| Schweiz     | MediaMarkt          | 1994            | 45     |
| Spanien     | MediaMarkt          | 1999            | 112    |
| Türkei      | MediaMarkt          | 2007            | 89     |
| Ungarn      | MediaMarkt          | 1997            | 40     |

Europäische Länder, in denen MediaMarkt tätig ist

Ein MediaMarkt hat ein Sortiment von durchschnittlich 45.000 Artikeln, unter anderem aus den Bereichen Telekommunikation, Computer, Fotografie, HiFi und Elektrogeräte. Bekannt geworden ist die Marke vor allem durch den seit 1995 mit großem Werbeaufwand verbreiteten Claim „Ich bin doch nicht blöd!“ (in anderen europäischen Staaten zum Teil mit leichten Abwandlungen), der als Hauptmotto aber immer durch weitere Mottos, in Deutschland beispielsweise „Saubillig und noch viel mehr“ begleitet wird. Seit Oktober 2015 nutzt MediaMarkt in Deutschland den Slogan „Hauptsache ihr habt Spaß!“ in den Werbespots. Zuständig für die Spots ist erstmals die Hirschen Group. Ein Spot greift das Trikotsponsoring beim FC Ingolstadt 04 auf.

## Marke „Saturn“

Aktuelles Saturn-Logo

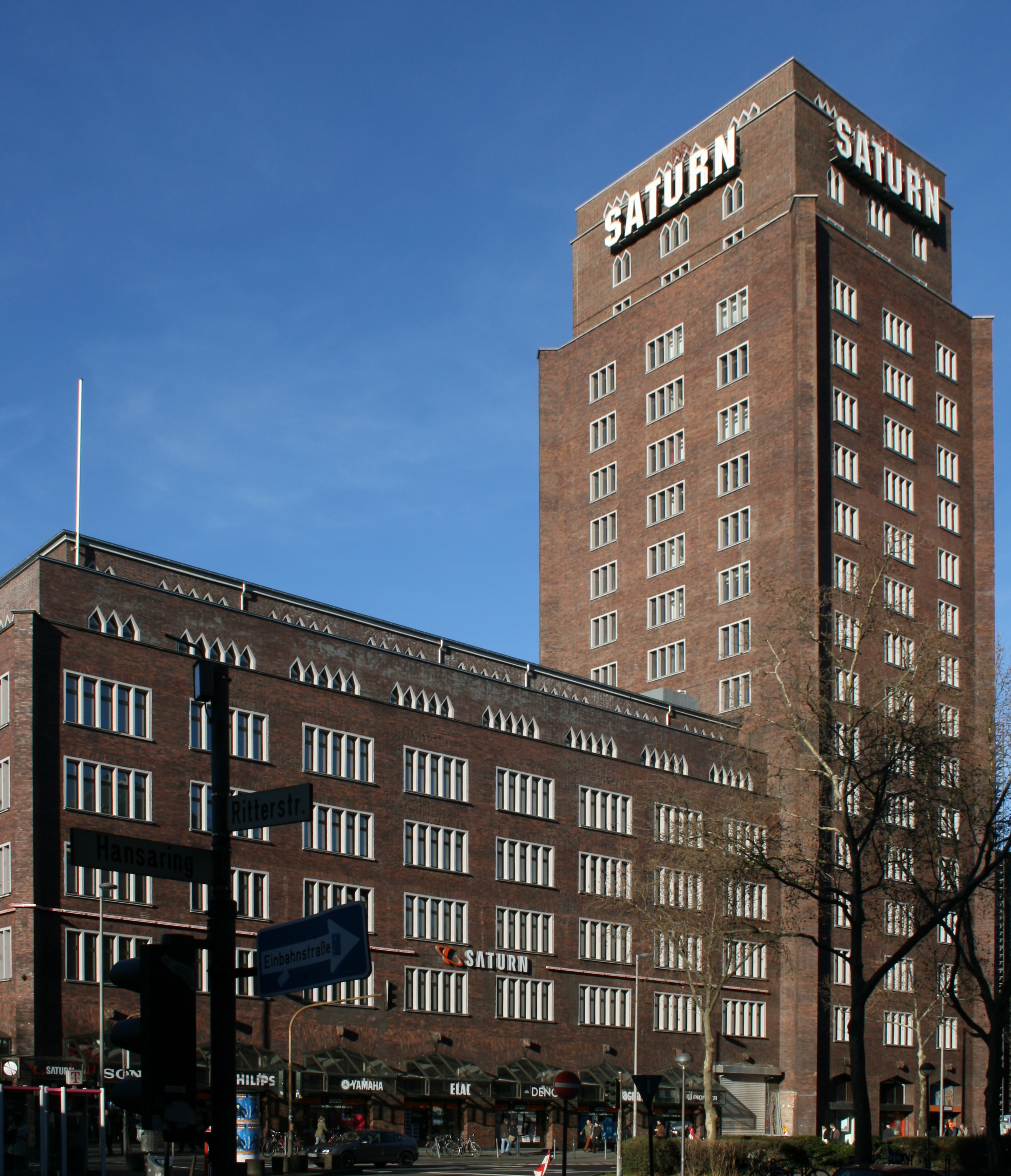
Hansahochhaus in Köln

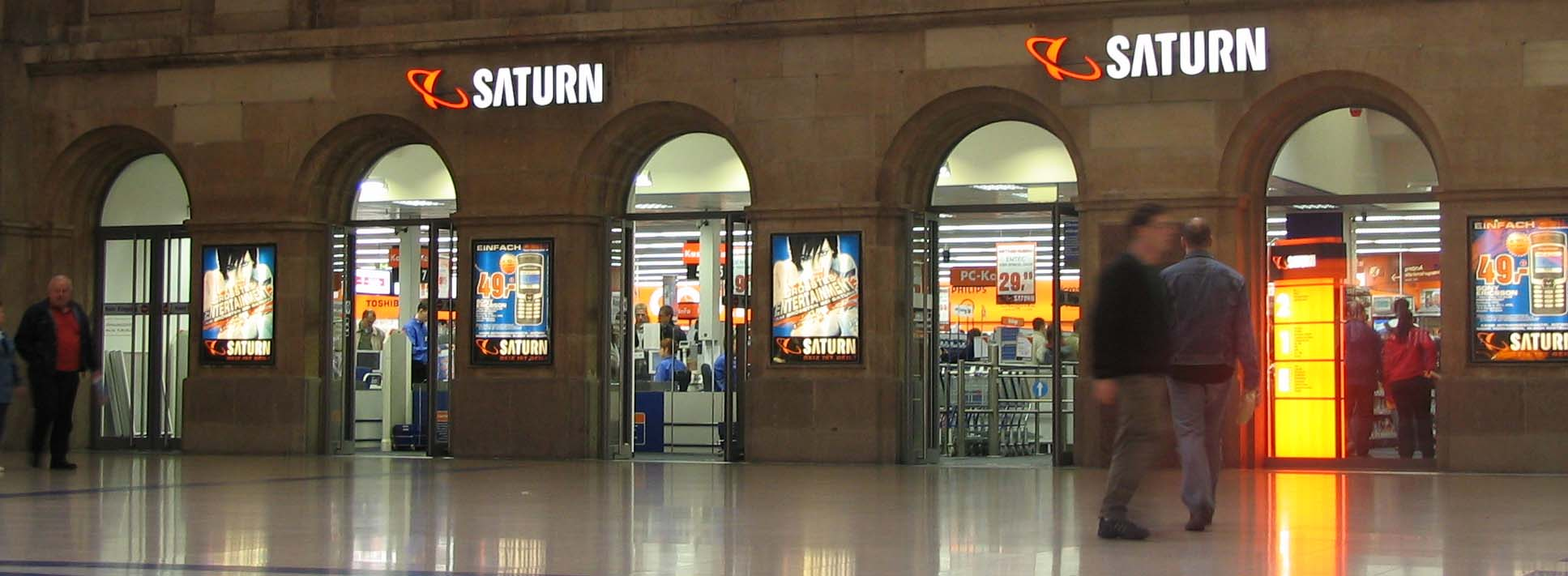
Saturn-Markt im Leipziger Hauptbahnhof

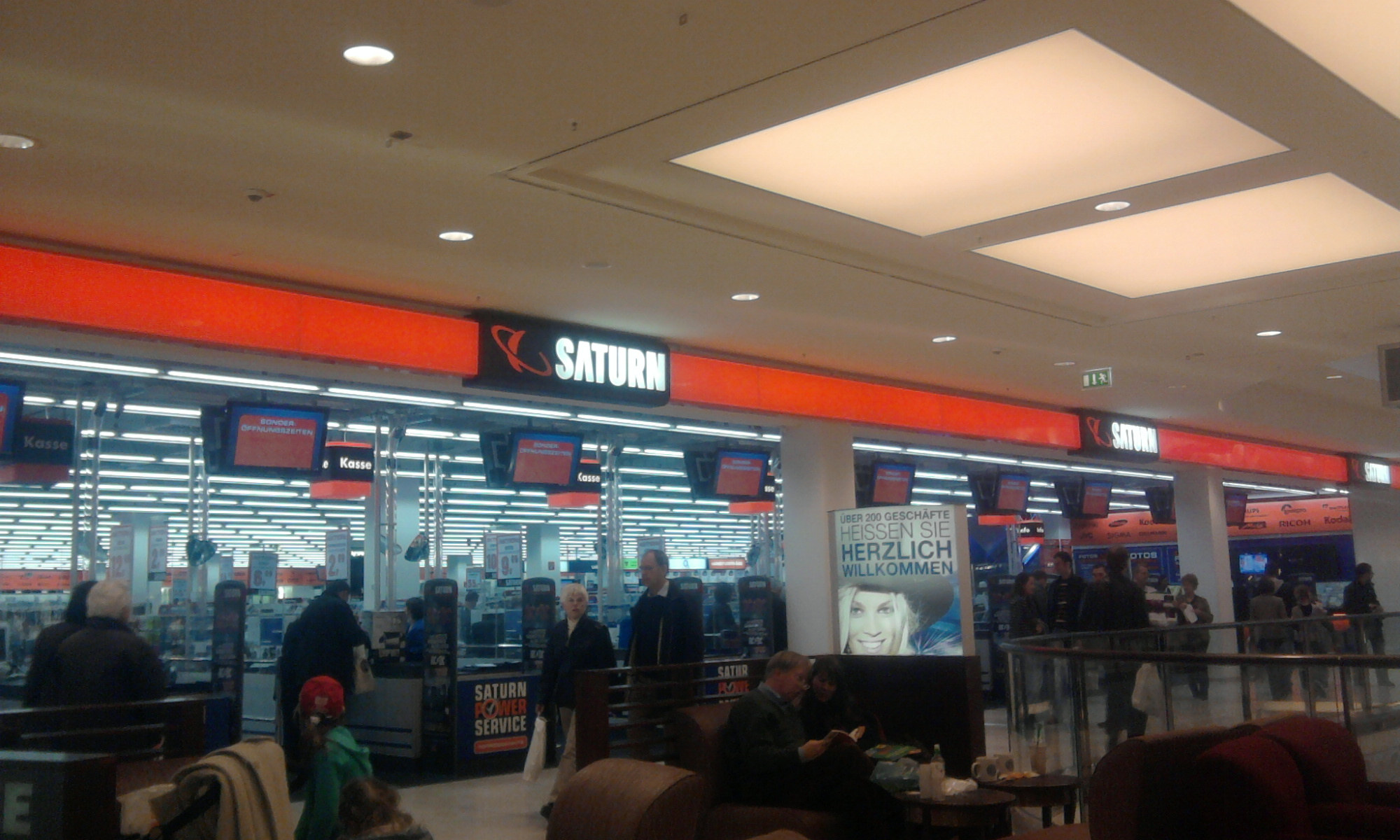
Zweigeschossiger Saturn-Markt im Einkaufszentrum Limbecker Platz in Essen

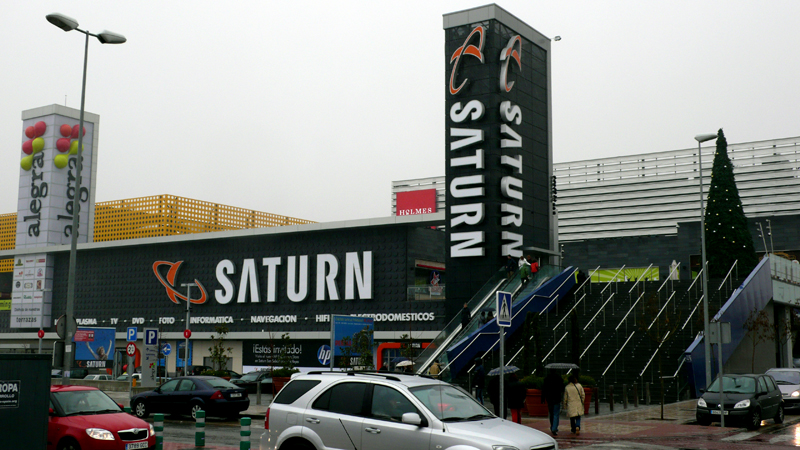
Saturn-Markt in Madrid (Spanien)

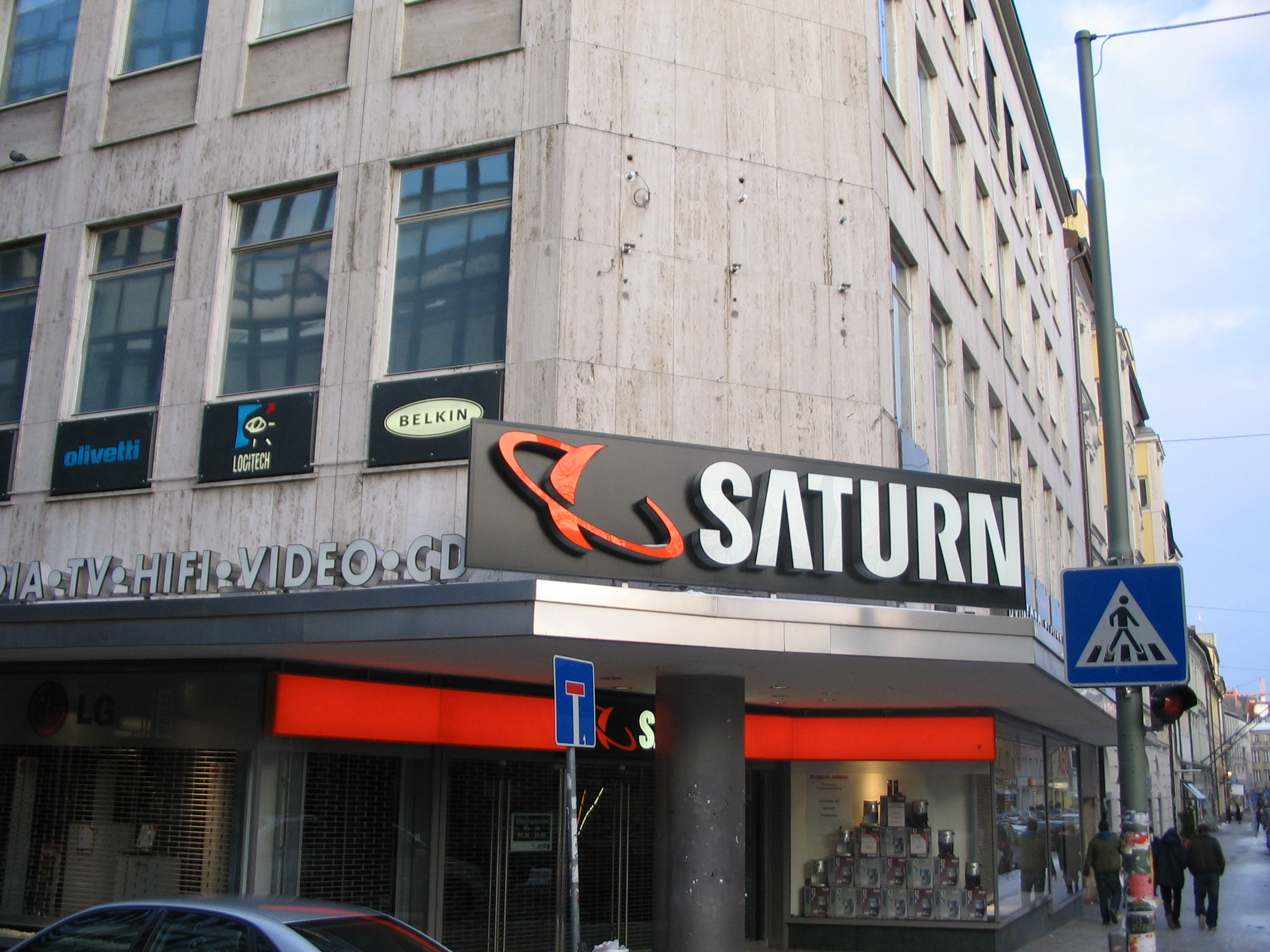
Saturn-Filiale in der Münchner Innenstadt

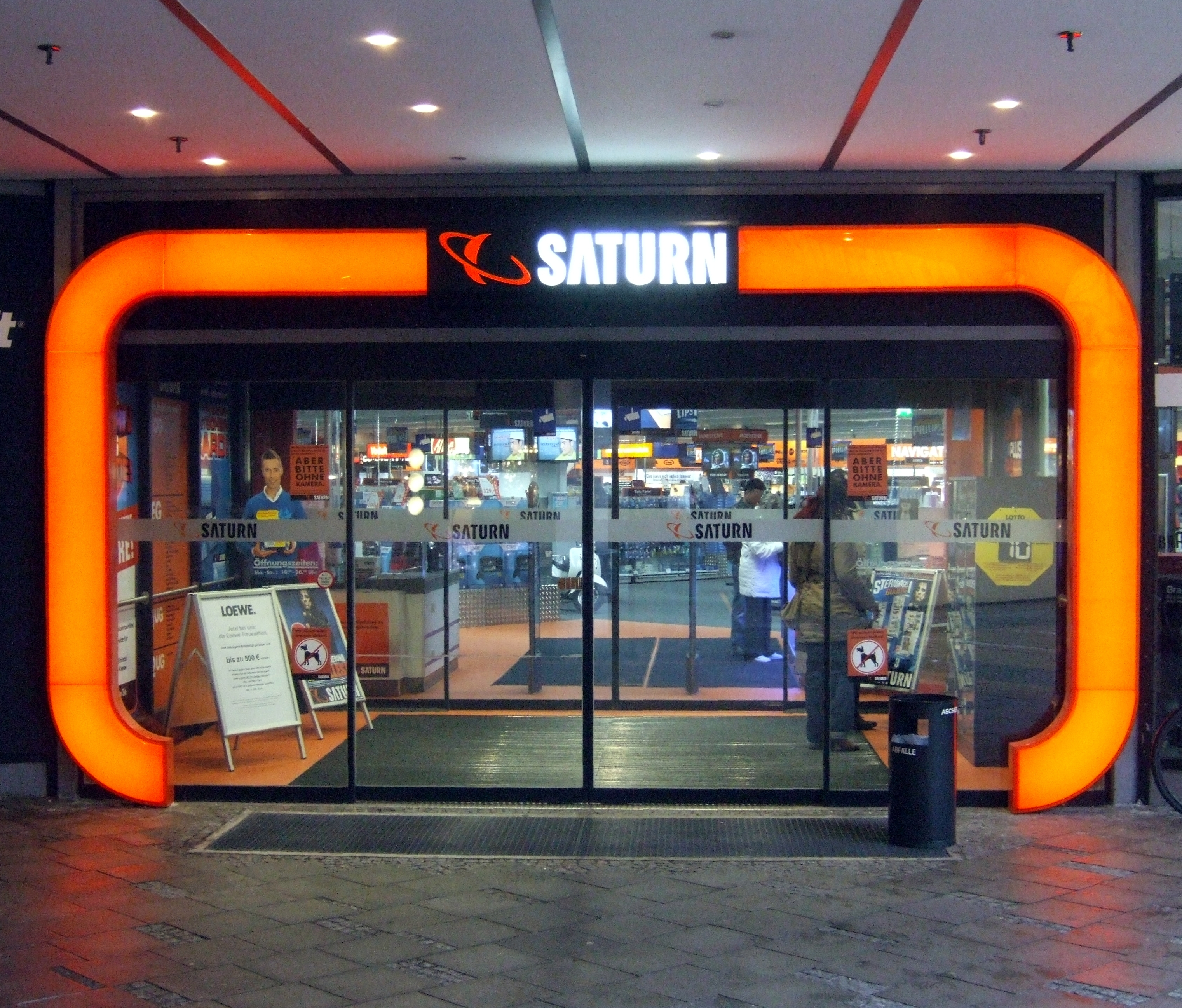
Saturn-Markt mit charakteristischem orangem Lichttor

### Märkte
Der erste Saturn-Hansa-Markt wurde im Juli 1961 von Friedrich Wilhelm und Anni Waffenschmidt am Kölner Hansaring eröffnet. Auf 120 m² wurden vorwiegend an „Diplomaten aus aller Welt“ unterhaltungselektronische Artikel verkauft. 1968 gründeten die beiden das Unternehmen Hansa-Foto. Seit 1969 konnten auch Privatkunden bei „Saturn“ und „Hansa-Foto“ einkaufen. 1972 eröffneten die Waffenschmidts das erste technische Kaufhaus in Köln mit der nach eigenen Angaben „größten Schallplattenschau der Welt“. Anfang der 1980er-Jahre entstand eine große Filiale auf der Theresienhöhe in München, 1985 folgte eine Filiale in Frankfurt am Main unter Beteiligung der Kaufhof-Gruppe. Saturn wurde 1990 durch die Holding des MediaMarktes erworben, beide gingen in der MediaMarktSaturn Retail Group auf.
1992 gab es acht Saturn-Hansa-Märkte (Köln, Frankfurt, München, Dortmund, Bremen, Hannover, Nürnberg, Gelsenkirchen).
Üblicherweise beträgt die Fläche eines Ladengeschäftes zwischen 2.100 m² und 10.000 m². Eine Ausnahme (und gleichzeitig der größte zusammenhängende Elektronikfachmarkt der Welt) findet sich mit 18.000 m² und sechs Stockwerken in Hamburg. Dessen Entstehung hängt mit der Fusion der Marken Horten und Kaufhof Mitte der 1990er-Jahre zusammen: In Hamburg hätten damit zwei Kaufhof-Warenhäuser unmittelbar nebeneinander in sehr guter Lage in der Mönckebergstraße direkt am Hauptbahnhof gestanden. Da Saturn ebenso wie damals Kaufhof dem Metro-Konzern angehört, besetzte man das ehemalige Horten-Kaufhaus 1999 mit dem Elektromarkt aus eigenem Haus.
Im Mai 2015 eröffnete im Untergeschoss der Schlosshöfe Oldenburg der bisher kleinste Saturn-Markt Deutschlands, mit einer Fläche von nur 2.000 m², zumal die Metro Group bekanntgegeben hat, auf kleinere Flächen in Media- und Saturn-Märkten Wert zu legen. Bei einigen Filialplanungen wird die Bekanntgabe nicht berücksichtigt (zum Beispiel in Bielefeld durch Auszug aus der heute geschlossenen Galeria Kaufhof zugunsten des Neubaus der City-Passage, welcher eineinhalb Jahre dauert).
Per Juli 2011 wurden die 36 Saturn-Märkte in Frankreich an die HTM Group verkauft. Im September 2012 wurde bekannt, dass aufgrund ausbleibenden Erfolgs die Saturn-Märkte in der Schweiz in MediaMärkte umfirmiert werden sollen, was aber von Unternehmensseite weder bestätigt noch dementiert wurde. Tatsächlich hat Saturn Schweiz im Jahre 2011 20 Millionen Franken Verlust eingefahren. Außerdem wurde eine für Anfang Oktober 2012 geplante Kampagne „3 Jahre SATURN in der Schweiz“ zurückgezogen, ein entsprechender Newsletter jedoch noch falsch versendet. Am 8. Oktober 2012 erklärte Carsten Sommer, Chef von Saturn Schweiz, dass weiterhin an der Marke „Saturn“ in der Schweiz festgehalten werde, es gebe keinerlei Beschlüsse für einen Rückzug und Umfirmierungen.
Gut sechs Monate nach der Erklärung, mit der Marke „Saturn“ in der Schweiz weiter expandieren zu wollen, wurde am 9. April 2013 der Rückzug der Marke aus der Schweiz bekanntgegeben. Nun hieß es, dass vier der sechs Schweizer Standorte bis Juli 2013 in „MediaMärkte“ umgewandelt werden sollen, die beiden Standorte in Spreitenbach und Winterthur würden höchstwahrscheinlich aufgegeben. Zwei weitere geplante neue Standorte wurden sistiert und sollen 2014 als „MediaMarkt“-Standorte realisiert werden. Per Ende Juni 2013 wurden schließlich die Saturn-Filialen in Spreitenbach und Winterthur geschlossen, die übrigen vier Filialen in Media-Märkte umfirmiert. Auch in Ungarn wurde die Marke Saturn zugunsten von MediaMarkt aufgegeben. Seit dem 1. November 2012 firmieren die vormaligen ungarischen Saturn-Läden als MediaMärkte. Am 29. November 2012 wurde in Kiel der 150. Saturn-Markt eröffnet.
Anfang Oktober 2013 wurde bekannt, dass sich Saturn ebenfalls aus Belgien zurückzieht. Der Saturn-Markt in Antwerpen wurde geschlossen, die Filialen in Kortrijk, Brügge, Wilrijk und Lüttich firmierten in MediaMarkt um. Im Jahre 2013 wurden die fünf in der Türkei bestehenden Märkte mit dem kompletten Personal in MediaMarkt umgewandelt. Am 27. Juni 2014 wurde durch die MediaMarktSaturn Retail Group bekanntgegeben, auch die 13 niederländischen Saturn-Märkte in MediaMärkte zum Herbst 2014 umflaggen zu wollen, alle Jobs sollten erhalten bleiben. Anfang 2015 wurden auch die Saturn-Märkte in Italien in MediaMärkte (dortiger Markenname MediaWorld) umgewandelt.
In Polen wurde Anfang 2018 auf MediaMarkt umgestellt.
Im September 2020 wurden alle 15 Saturn-Märkte in Österreich zu Media-Märkten umgewandelt. In Luxemburg erfolgte die Umfirmierung im Juni 2021.
Im Juli 2021 verkündete das Unternehmen bis 2022 die kurzfristige Schließung von 13 Märkten der Marke Saturn. Die Schließungen erfolgten weitgehend zusätzlich zu den bereits im März angekündigten MediaMarkt-Schließungen. Im März 2022 gab es in Deutschland noch 134 Saturn-Märkte, im Oktober waren es nur noch 131. Seit August 2023 gibt es nur noch 130 Saturn-Märkte, weil der Saturn-Markt in Kiel geschlossen wurde. Stattdessen wurde im Kieler Sophienhof ein MediaMarkt eröffnet.
Nach einem Umbau wurde das Kölner Stammhaus von Saturn am Hansaring im März 2025 als MediaMarkt wiedereröffnet. Entgegen der früheren Erklärungen von Ceconomy wird dies als endgültige Abkehr von der Zwei-Marken-Strategie auch in Deutschland zugunsten von MediaMarkt gewertet. Damit verbleiben nur noch 75 Saturn-Märkte, während weitere Umstellungen auf MediaMarkt bereits geplant sind.

### Marketing
Saturn warb 1999 und 2000 mit dem Slogan „Das gibt’s doch gar nicht.“. Damals wurde die fiktive Figur Blue verwendet. Von 2002 bis 2007 warb Saturn mit dem Werbespruch „Geiz ist geil“ und löste damit eine deutschlandweite Debatte über Konsumverhalten und die Situation der deutschen Wirtschaft aus. Der Slogan ging schnell in den allgemeinen Sprachgebrauch über. Entwickelt wurde der Slogan von der Hamburger Werbeagentur Jung von Matt. Ab Ende Oktober 2007 wurde der Werbespruch „Wir lieben Technik. Wir hassen teuer“, ab Ende Dezember 2007 „Wir hassen teuer“, in Werbespots unterlegt mit dem alten Soundlogo, verwendet.
Ab dem 24. Oktober 2009 warb Alice Cooper für Saturn. Als Werbeslogan wurde „Saturn – Sternhagel-Günstig“ ausgewählt. Ab dem 25. Oktober 2010 – also bis auf einen Tag genau zum einjährigen Jubiläum des neuen Werbeträgers – wurde Alice Cooper von Bill Kaulitz, Sänger der Band Tokio Hotel, unterstützt. Dazu wurden erneut von Scholz & Friends Spots in Los Angeles gedreht. Diese neue Kampagne lief unter dem Titel „Jetzt rockt’s richtig“ bis Ende Dezember 2010. Im Jahre 2011 warb Saturn zum 50. Geburtstag mit Michael Buffer als neuem Werbeträger. Dazu wurde erneut der Werbespruch „Geiz ist geil“ verwendet. Am 19. Oktober 2013 erschien bundesweit eine neue Werbekampagne, die MC Fitti mit seinem Song „#futuretechnik“ als Testimonial unterstützte. Hauptfigur der Kampagne war der Saturn-Mitarbeiter Tech-Nick, gespielt von Antoine Monot, Jr. Seit November 2017 setzt das Unternehmen seine neue Markenpositionierung „Technik (er)Leben“ um.
Die hauseigene trimediale Content-Marketing-Plattform „TURN ON“ wird als Printmagazin (Auflage rund 300.000 Exemplare), als Onlinemagazin und als eigener YouTube-Kanal betrieben. Auf der Plattform werden unter anderem Consumer-Tech-News und Lifestyle-Trends thematisiert. Im Oktober 2022 gab die Media-Saturn-Holding bekannt, dass MediaMarkt und Saturn ab dem Jahr 2023 mit gemeinsamen Werbekampagnen auftreten.

## Marke „redcoon“
redcoon mit Hauptsitz in Aschaffenburg war ein Discount-Onlineshop mit Sortimentsschwerpunkt Unterhaltungselektronik in Deutschland und Österreich. Das Unternehmen war in mehreren Ländern Europas aktiv. Es wurde 2003 von dem früheren MediaMarkt-Manager Reiner Heckel gegründet. Der Umsatz lag im Geschäftsjahr 2007/2008 bei 138 Mio. Euro.
Im März 2011 wurde eine Übernahme durch die MediaMarktSaturn Retail Group (Metro AG) bekannt, der es zuvor nicht mit Erfolg gelungen war, einen eigenen Onlineshop aufzubauen. Der Kaufpreis betrug rund 125 Mio. EUR.
Ab November 2012 warb das Unternehmen unter anderem mit den Models Micaela Schäfer, Jordan Carver und Gina-Lisa Lohfink, mit dem Claim „So viel billig gab’s noch nie!“, einer ironischen Anspielung auf das öffentliche Image der werbenden Persönlichkeiten. Des Weiteren war auch Alfons Schuhbeck als Werbeträger verpflichtet worden.
Laut mehreren Berichten des Manager Magazins strebte die MSH-Holding eine Rückabwicklung des redcoon-Kaufs an. Kommerzieller Hintergrund seien die hohen operativen Verluste von redcoon: So habe es im Geschäftsjahr 2015/2016 einen Rohertragsverlust von 45,2 Mio. EUR erwirtschaftet. Der EBIT-Verlust lag im gleichen Geschäftsjahr bei 120,3 Mio. EUR. Die MSH-Holding habe daher die Alteigentümer auf Erstattung des Kaufpreises und der Verluste in Höhe von bis 300 Mio. EUR verklagt. Als Grund für die Klage werden angebliche Kartellrechtsverstöße angeführt. Ein erstes Urteil zugunsten der MSH-Holding gegen einen der Alteigentümer sei bereits ergangen.
Der redcoon-Onlineshop wurde im Mai 2018 eingestellt, damit wurde nur noch der Markt in Polen von redcoon bedient. Auch dieses Angebot wurde zum 31. März 2020 endgültig eingestellt.

## Marke „Juke“
2009 übernahm die Media-Saturn-Holding die Mehrheit des neun Jahre alten Unternehmens 24-7 Entertainment GmbH, welches bereits in der Vergangenheit als technischer Dienstleister hinter dem digitalen Musik-Verkaufportalen von MediaMarkt und Saturn agierte. Dieses Angebot sollte durch einen eigenständigen Musikstreamingdienst unter eigener Marke Juke ergänzt werden. Auf der IFA 2011 stellte sich die JUKE 24-7 Entertainment GmbH erstmals der Öffentlichkeit vor.
Im August 2015 fand der Wechsel der Domain von www.myjuke.com auf www.juke.com statt. Im Zuge der Umstellung war JUKE nicht mehr nur als reiner Abo-Dienst verfügbar, sondern konnte Musik auch digital erworben werden, ebenso wie E-Books, Spiele, Software-Titel sowie Filme und Serien. Filme und Serien konnten in vielen Fällen auch mit einer Leih-Frist von 48 Stunden ausgeliehen werden. Ende 2017 teilte JUKE mit, dass ab 1. Januar 2018 nur noch Musikstreaming angeboten wird. Kunden die gekaufte Artikel zuvor erworben hatten, sollten diese bis 31. Dezember 2017 herunterladen für eine spätere offline-Nutzung.
2017 verkaufte die Media-Saturn ihre B2B-Musiktochter 24-7 Entertainment GmbH inklusive der Juke Entertainment GmbH an das britische Unternehmen 7digital und wurde zugleich größter Anteilseigner und wichtigster Kunde. Am 1. Mai 2019 wurde per Vertrag beschlossen, dass die Media-Saturn ihre Zusammenarbeit mit 7digital beendet und ihren 11,5 %-Anteil ordnungsgemäß verkauft nach der Zahlung einer Abfindung in Höhe von 4,5 Mio. Euro. Der Vertrag beinhaltet insbesondere die Verrechnung der Kosten der Beendigung von Juke Musikstreaming. Der Dienst wurde zum 30. April 2019 endgültig eingestellt.

## Imtron
Imtron ist eine konzerninterne Großhandelsgesellschaft, die für die Produktion und den Import der Media-Saturn-Eigenmarken ok. (Haushaltsgroß- und Haushaltskleingeräte), KOENIC (Haushaltsgroß- und Haushaltskleingeräte), PEAQ (Unterhaltungselektronik), ISY (Elektronische Lifestyle-Produkte) und Technostar (E-Scooter) zuständig ist.

## Dienstleister „RTS Service Group“
Ende 2015 übernahm Media-Saturn die RTS Service Group mit ihren Marken Tec Repair, Tec-Instore, Profectis und Jetsam. Über das Serviceunternehmen werden Reparaturen und Dienstleistungen abgewickelt mit bundesweit 1.200 Mitarbeitern. Im September 2019 gab Media-Saturn die Schließung Profectis zum Jahresende bekannt.

## Dienstleister redblue
Die redblue Marketing GmbH ist die interne Marketing-Organisation der MediaMarktSaturn-Gruppe. Sie koordiniert die Markenkommunikation der Tochtergesellschaften um die Bereiche Communication, Brand, Digital, CRM, Data Analytics und Media. Das Unternehmen beschäftigt rund 440 Mitarbeiter. Der Geschäftsführer ist Manfred Bosch.
Die redblue ging aus der ehemaligen Werbeabteilung der Marke MediaMarkt Deutschland hervor und wurde am 1. April 2000 in München gegründet. Seither entwickelt sie Werbekonzepte und sorgt für deren Umsetzung und Schaltung in allen Medien. Der Name redblue bezieht sich auf die Hausfarben der beiden in insgesamt 11 Ländern betreuten Marken MediaMarkt und Saturn: Deutschland, Österreich, Luxembourg, Schweiz, Spanien, Ungarn, Italien, Niederlande, Polen, Russland und Türkei.

## Logos

### MediaMarktSaturn

Logo bis 2017 im Einsatz
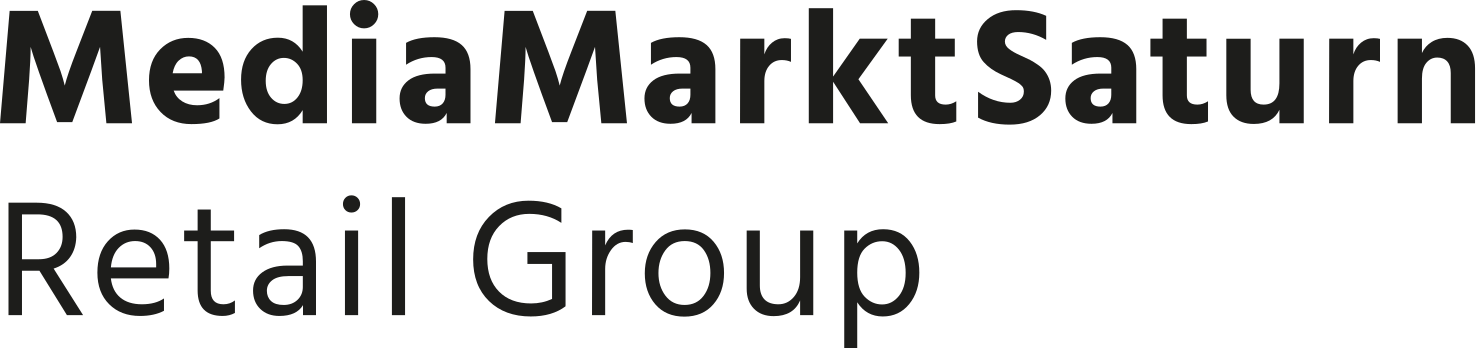
Logo im Einsatz von 2017 bis 2023
Logo seit 2023 im Einsatz

### MediaMarkt

Logo im Einsatz
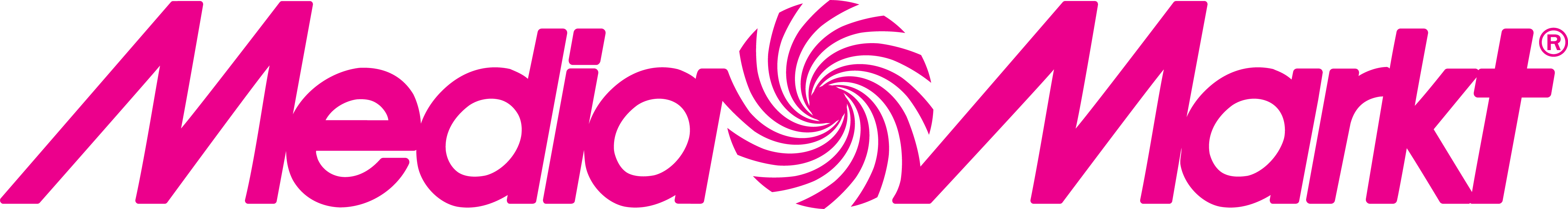
In Russland verwendetes Logo
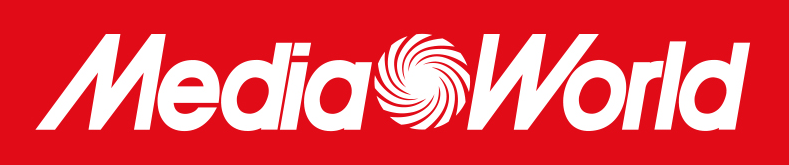
In Italien verwendetes Logo

### Saturn

Logo im Einsatz von 1961 bis 2003
Logo seit 2003 im Einsatz

## Kritik

### Irreführende Werbemethoden

#### Artikel ohne Umsatzsteuer
MediaMarkt versprach 2005 in einer Werbeaktion, Artikel „ohne Umsatzsteuer“ (mit einem Rabatt in Höhe der Umsatzsteuer) zu verkaufen. Tatsächlich wurden die Preise für diese Artikel vorher erhöht, um de facto den Normalpreis zu erzielen. Ein Konkurrent klagte gegen eine Filiale in Mannheim. Das Gericht gab ihm recht:

„Das Oberlandesgericht bestätigte […] eine Entscheidung des Landgerichts Mannheim. Es sei irreführend, mit der Herabsetzung eines Preises zu werben, wenn dieser zuvor nicht verlangt worden sei.“

#### Lockvogelangebote
Die MediaMarktSaturn Retail Group hat in der Vergangenheit Lockvogelangebote gemacht: Artikel wurden zu extrem günstigen Preisen großflächig beworben, waren aber nach kürzester Zeit ausverkauft. Gemäß der Rechtsprechung zum Gesetz gegen den unlauteren Wettbewerb (UWG) müssen beworbene Sonderangebote mindestens zwei Tage erhältlich sein. Verbraucherschützer kritisierten, dies sei bei MediaMarkt und Saturn häufig nicht gewährleistet gewesen. Der Konzern bestritt das; es habe nur vereinzelte Ausnahmen trotz großer Vorräte gegeben. Der konkrete Nachweis solcher Fälle ist generell schwierig, da Verbraucherschützer keinen Zugriff auf die Lieferdaten der Unternehmen haben. Das Landgericht Ingolstadt erließ 2007 einen Beweisbeschluss, um herauszufinden, ob die MediaMarktSaturn Retail Group die Verantwortliche für die Werbung der vielen formal unabhängigen Märkte war.

#### Preisgarantie
2005 ergaben Stichproben der Frankfurter Allgemeinen Zeitung im Raum München, dass Media- oder Saturn-Märkte in 15 von 21 Fällen teurer waren als örtliche Konkurrenten. In Berlin waren sie es in 11 von 21 Fällen. Die MediaMarktSaturn Retail Group begegnete den Vorwürfen mit einer „Preisgarantie“, die Käufern eine Rückerstattung der Preisdifferenz versprach, wenn sie in einem anderen Geschäft das Produkt zu einem günstigeren Preis finden.

#### 0-%-Finanzierungen
2013 wurden 0-%-Finanzierungen durch die spanische Banco Santander kritisiert. Es wird nur auf einen Hinweis im Kleingedruckten eine Kreditausfallversicherung abgeschlossen, die 10 % kostet.

### Verwendung eines Lieds von Rio Reiser
Im Jahr 2006 ausgestrahlte Media-Markt-Werbespots enthielten ein Lied mit dem Text „Saubillig und noch viel mehr“. Das Lied war eine Umdichtung des Titels König von Deutschland von Rio Reiser. Freunde und Anhänger Reisers haben sich über den Missbrauch des Lieds zu Werbezwecken beklagt, da Reiser bekennender Anti-Kapitalist war und posthum in eine Rolle gedrängt werden sollte, die er zu Lebzeiten ablehnte.

### Werbung mit Uwe Seeler
Im April 2008 startete der Konzern eine auf Hamburg und Umgebung begrenzte Werbekampagne mit HSV-Idol Uwe Seeler als „Tiefpreis-Trainer“ für den Hamburger Schnäppchen Verein. Dazu verwendete der Konzern plakativ die Abkürzung „HSV“, die auch für den Hamburger Sport-Verein steht.
Der Vereinsvorstand beauftragte daraufhin Anwälte, dies zu unterbinden. Kurz darauf fanden sich ähnliche Plakate im Stadtbild, auf denen der Konzern nun für den Hamburger Sensations Verein warb, jedoch ohne die Abkürzung „HSV“ zu verwenden.

### Ausschließlicher Verkauf von Intel-PCs
Laut 2008 veröffentlichter Nachforschungen der Financial Times Deutschland hat sich die MediaMarktSaturn Retail Group bereits im Jahr 1999 gegenüber Intel verpflichtet, ausschließlich PCs mit Intel-Prozessoren zu vertreiben. Dafür erhielt die Holding allein 2007 von Intel 85 Millionen Euro an Einkaufsrabatten und Werbekostenzuschüssen. Die europäischen Kartellbehörden ermittelten wegen Wettbewerbsverzerrung. Intel wurde wegen dieser und anderer wettbewerbsrechtlicher Verstöße von der europäischen Wettbewerbskommission im Mai 2009 zu einer Geldstrafe von 1,06 Milliarden Euro verurteilt.
Die Handelskette sei durch Intels Rabatt-System dazu bewegt worden, nur unwesentliche oder gar keine Computer mit AMD-Prozessoren im Sortiment zu führen. Laut EU-Kommission habe Intel seit 1997 direkte und indirekte Zahlungen an MSH geleistet. Die Zahlungen waren an die Bedingung geknüpft, sofern möglich, ausschließlich Intel-Systeme anzubieten.

### Nach Diebstählen Leibesvisitationen
In Krems an der Donau in Niederösterreich wurden 2014 nach Diebstählen beim MediaMarkt, die durch Mitarbeiter begangen worden sein sollen, nicht nur Taschenkontrollen, wie in vielen Unternehmen üblich, sondern auch Leibesvisitationen an allen Mitarbeitern durchgeführt. Die Gewerkschaften sehen dieses Vorgehen als Verletzung der Menschenwürde. In der Folge meldeten auch Angestellte anderer Filialen in Österreich diese Vorgangsweise. Vom Unternehmen wurde diese Vorgehensweise den Sicherheitsdienstleistern angelastet.

### Kartellverfahren
Am 13. Juni 2014 gab die österreichische Bundeswettbewerbsbehörde (BWB) eine Entscheidung des Kartellgerichts vom 23. April 2014 (6 Kt 19/14) gegen die Media-Saturn Beteiligungs-GmbH bekannt. Wegen vertikaler Preisabstimmungen der Endverkaufspreise mit der Elektronikindustrie im Zeitraum zwischen Oktober 2009 und Anfang 2013 wurde eine Geldbuße von 1.230.000 Euro verhängt.

## Konkurrenten
Die US-amerikanische Best-Buy-Gruppe ist weltweiter Marktführer nach Umsatz im Bereich Unterhaltungselektronik. MediaMarktSaturn und Best Buy machen sich bisher (Stand Mai 2016) nur in der Türkei Konkurrenz. Die Einkaufsgemeinschaft Euronics ist der zweitgrößte Mitbewerber in Europa.